# Muzeum Regionalne w Dębicy
Muzeum Regionalne w Dębicy – muzeum, jedna z najmłodszych tego typu placówek w województwie podkarpackim, otwarte w 2003 roku z inicjatywy ówczesnego burmistrza miasta Dębicy Edwarda Brzostowskiego. Zbiory muzealne stanowią eksponaty gromadzone wcześniej w dębickiej Izbie Regionalnej oraz przechowywane przez Towarzystwo Przyjaciół Ziemi Dębickiej. Placówka zawiera wiele ciekawych historycznych i etnograficznych ekspozycji z regionu dębickiego, w tym unikatowe i interesujące eksponaty związane z wojskiem, które stacjonowało w tym mieście od drugiej połowy XVIII wieku do początków XXI wieku.
Organizację muzeum powierzono Januszowi Ożógowi, który został jego pierwszym dyrektorem. Na siedzibę instytucji przeznaczono budynek z końca XIX wieku, po byłych koszarach kawalerii. Pierwsze zbiory muzeum pochodziły z Izby Regionalnej TPZD, zakładowych Sal Tradycji niektórych dębickich firm oraz od osób prywatnych. W 2007 roku dyrektor Janusz Ożóg odszedł na emeryturę. Nowym dyrektorem został mgr Jacek Dymitrowski. Wówczas też w związku z akcją rewitalizacji terenów byłej jednostki wojskowej muzeum wzbogaciło się o dwa sąsiednie budynki. 
Obecnie muzeum posiada następujące działy: archeologiczny, etnograficzny, historyczny, sztuki i wojskowy. Oprócz tego prowadzi wystawy czasowe, tematycznie związane z terenami obecnych powiatów: dębickiego i ropczycko-sędziszowskiego, lekcje muzealne oraz warsztaty dotyczące historii kultury i sztuki.
Od 2023 roku nowym dyrektorem placówki jest mgr Tomasz Czapla. W tym też roku muzeum obchodziło swoje 20. urodziny.